# Mark Shusterman
Mark Shusterman (* 1990 oder 1991 in Russland) ist ein israelischer Mathematiker, der sich mit arithmetischer algebraischer Geometrie und Zahlentheorie befasst.
Mark Shusterman wanderte als Dreijähriger mit seinen Eltern 1994 aus Russland nach Israel ein und studierte an der Universität Tel Aviv mit Bachelor-Abschluss 2011, Master-Abschluss 2014 und Promotion 2018 bei Lior Bary-Soroker (Gradients on groups and their applications). Als Post-Doktorand war er Visiting Assistant Professor an der University of Wisconsin-Madison (bei Melanie Wood) und ab 2020 Benjamin Peirce Fellow an der Harvard University. 2022 ging er an das Weizmann-Institut.
Mit Will Sawin gelang ihm der Beweis von Analoga der Primzahlzwillingsvermutung und Goldbach-Vermutung im Funktionenkörper-Fall (das heißt für Polynome über endlichen Körpern). Sie bewiesen auch Funktionenkörper-Analoga der Vermutung von Chowla über die Korrelationen der Möbiusfunktion und der Vermutung von Edmund Landau über die Existenz unendlicher vieler Primzahlen der Form {\displaystyle n^{2}+1}. 

## Schriften
- mit W. Sawin: Bounds for the stalks of perverse sheaves in characteristic p and a conjecture of Shende and Tsimerman, Inventiones Mathematicae, Band 224, 2021, S. 1–32, Arxiv
- mit W. Sawin: On the Chowla and twin primes conjectures over {\displaystyle F_{q}[t]}, Annals of Mathematics, Band 196, 2022, S. 457–506, Arxiv (enthält auch den Beweis der Goldbach-Vermutung für Funktionenkörper)